# Rose Volante
Rose Volante est une boxeuse brésilienne née le 12 août 1982.

## Biographie
Devenue championne du monde WBO des poids légers le 22 décembre 2017 en battant Brenda Karen Carabajal en Argentine sur une décision partagée, Rose Volante défend successivement son titre mondial à deux reprises avant de s'incliner à Philadelphie face à Katie Taylor le 15 mars 2019 par KO technique dans la neuvième des dix reprises prévues,. Cette défaite est son seul revers dans sa carrière professionnelle.